# Dragon Quest VIII: Journey of the Cursed King
Dragon Quest: The Journey of the Cursed King (Japans: ドラゴンクエストVIII 空と海と大地と呪われし姫君, Romaji: Doragon Kuesuto VIII Sora to Umi to Daichi to Norowareshi Himegimi, letterlijk "Dragon Quest VIII: De Hemel, de Zee, de Aarde en de Vervloekte Prinses") is een computerrollenspel (RPG) die ontwikkeld is door Level-5 en uitgegeven is door Square Enix. Het is het achtste deel uit de populaire Dragon Quest-serie, en werd in de rest van de wereld uitgebracht als Dragon Quest VIII: Journey of the Cursed King. Het was het eerste deel dat in Europa is uitgebracht en kreeg daarom een aangepaste titel zonder het Romeinse cijfer.

## Verhaal
Een tovenaar genaamd Dhoulmagus neemt de magische scepter van het koninkrijk Trodain en hij betovert de koning en zijn dochter om in een soort trol en een paard. De wachters van het kasteel zijn allemaal versteend, behalve de speler. Samen met de koning en prinses gaat men op reis om de scepter terug te halen en de betovering te verbreken. Onderweg maakt de speler kennis met Yangus (een bandiet), Jessica (een dochter van een belangrijke familie) en Angelo (een tempelier). Zij helpen de speler het doel te bereiken en hebben daar hun eigen reden voor. Na een tijd merkt men dat niet Dhoulmagus de scepter beheerst, maar de scepter beheerst Dhoumagus. De scepter dwingt Dhoumagus om de nazaten van de zeven wijzen te doden. Alleen op deze manier kan Rapthorne (de eigenlijke staf) terugkeren in een levend wezen.

## Personages
Hero: De speler is een soldaat van het koninkrijk van Trodain. De enige soldaat die de vloek van Dhoulmagus heeft overwonnen en men gaat dus met de koning en zijn dochter op zoek naar Dhoulmagus om de vloek op te heffen.
Yangus: Yangus is een bandiet uit het dorpje Pickham. Yangus sluit zich als eerste aan bij het groepje van drie. Yangus ontmoet ze wanneer ze over een brug willen gaan van Trodain naar Farebury, Yangus vraagt tol om te mogen passeren, maar hij hakt per ongeluk de brug in tweeën en dreigt te vallen. Maar de hero (held) redt hem en Yangus is de speler eeuwig dankbaar, en hij sluit zich bij de groep aan.
Jessica: Jessica is een dochter van de familie Albert uit Alexandria. Jessica heeft verdriet omdat haar broer vermoord werd door Dhoulmagus. Ze wil zich wreken en sluit zich na een ruzie met haar moeder aan bij de Hero en Yangus. Ze maakt vooral gebruik van magische aanvallen.
Angelo: Angelo is een templar (tempelier) die zich vooral bezighoudt met drinken, gokken (valsspelen) en de vrouwen om zijn vinger te winden. Hij kwam aan in de Abbey toen hij heel klein was, zonder zijn ouders of bezittingen. Marcello, Kapitein van de templars ving hem op. Hij raakt gecharmeerd door de charmes van Jessica. Hij wil zich bewijzen tegenover de andere templars en gaat uiteindelijk mee omdat hij moet van Marcello. Zijn missie is om Dhoulmagus ten val te brengen.

## Platforms
| Jaar | Platforms     |
| ---- | ------------- |
| 2004 | PlayStation 2 |
| 2013 | Android, iOS  |
| 2015 | Nintendo 3DS  |

## Trivia
- Het spel is opgenomen in het boek 1001 Video Games You Must Play Before You Die van Tony Mott.